# Dutkevichita-(Ce)
La dutkevichita-(Ce) és un mineral de la classe dels silicats que pertany al grup de la joaquinita.

## Característiques
La dutkevichita-(Ce) és un ciclosilicat de fórmula química NaZnBa₂Ce₂Ti₂Si₈O₂₆F(H₂O). Va ser aprovada com a espècie vàlida per l'Associació Mineralògica Internacional l'any 2020, i encara resta pendent de publicació. Cristal·litza en el sistema ortoròmbic.
L'exemplar que va servir per a determinar l'espècie, el que es coneix com a material tipus, es troba conservat a les col·leccions del Museu Mineralògic Fersmann, de l'Acadèmia de Ciències de Rússia, a Moscou (Rússia), amb el número de registre: 5281/1.

## Formació i jaciments
Va ser descoberta a la glacera Dara-i-Pioz, als Districtes de la Subordinació Republicana (Tadjikistan). Aquest indret és l'únic a tot el planeta on ha estat descrita aquesta espècie mineral.